# Bảo tàng nghệ thuật Bukchon
Bảo tàng nghệ thuật Bukchon là bảo tàng nghệ thuật ở Seoul, Hàn Quốc. Nó có 150 tranh nghệ thuật hiện đại của Hàn Quốc, 200 tranh của Trung Quốc, 2500 tài liệu cổ của triều đại Joseon trong tổng số 2850.

## Liên kết
- Trang chủ chính thức